# Jurassic Park: Operation Genesis
Jurassic Park Operation Genesis, abreviado como JP:OG o JPOG es un videojuego de simulación creado por Blue Tongue Entertainment y publicado por Vivendi Universal Games, se trata de crear un parque temático donde ves como los dinosaurios se alimentan, juegan, 
etc. y hacer que este parque sea 5 estrellas volviendo el sueño de John Hammond realidad. Fue lanzado para Xbox, PlayStation 2 y PC, el juego se basa en las películas de Jurassic Park, principalmente en Jurassic Park 3 Una versión para Gamecube estuvo en desarrollo pero fue cancelada.

## Jugabilidad

### Dinosaurios
Jurassic Park: Operation Genesis cuenta con 25 dinosaurios diferentes, la mayoría basados en los dinosaurios de las películas. Se clasifican por tamaño, dieta y fama. Para clonar dinosaurios se tiene que tener al menos 50% de ADN, pero mientras menos ADN más propenso a enfermedades es este.
Cada dinosaurio tiene preferencias en árboles y tipos de comida que sale de los alimentadores y de los señuelos.

### Tipos de dinosaurios
1. Pequeños herbívoros:
Los menos populares, entre 1 a 3 estrellas. Son la presa común de los pequeños carnívoros. Los que no se pueden defender son Dryosaurus, Homalocephale y Gallimimus. Este último es en realidad un pequeño carnívoro. Los que poseen defensas son Styracosaurus, Pachycephalosaurus y Kentrosaurus; Styracosaurus y Pachycephalosaurus pueden atacar a todos los carnívoros, excepto los grandes depredadores y al Albertosaurus. Kentrosaurus es capaz de defenderse de cualquier carnívoro y es el más resistente de todos los herbívoros pequeños. 
2. Grandes herbívoros:
Son moderadamente populares, de entre 2 a 5 estrellas. Casi todos se defienden, excepto por Ouranosaurus, Edmontosaurus, Camarasaurus, Corythosaurus y Parasaurolophus. Estos anteriores herbívoros pueden intimidar a los carnívoros formando grandes manadas. Los que se defienden pueden matar a los pequeños carnívoros de un golpe, excepto al Albertosaurus (el cual matan de 3 golpes) y a los grandes carnívoros (que matan de 3 o 4 golpes). Triceratops, Torosaurus, Ankylosaurus, Brachiosaurus y Stegosaurus se defienden. Este penúltimo es tan grande que ni siquiera los grandes carnívoros se atreven con él.
3. Pequeños carnívoros:
Son moderadamente populares, entre 2 a 5 estrellas. Se matan de dos ataques Velociraptor y Ceratosaurus (este último en ocasiones de 3 , si el ataque no es muy fuerte). Velociraptor es capaz de entrar en el modo estresado a diferencia de los otros pequeños predadores y atacar a Dilophosaurus y Ceratosaurus. Velociraptor puede atacar a los grandes carnívoros si su grupo es numeroso. Dilophosaurus le tiene temor a todos los carnívoros, menos al raptor, y además es el más pequeño de los dinosaurios del parque e igual que en la película; ataca si es posible con su mortal veneno, pudiendo así aniquilar con muy pocos problemas a Ráptor pero se le debe dar certeramente ya que Velociraptor tiene una velocidad de 60 km. El Albertosaurus es el más resistente de los carnívoros pequeños: los herbívoros pueden matar a los demás de un golpe mientras que para el Albertosaurus necesitan 3 golpes.
Velociraptor´ puede matar a Albertosaurus pero en manada, tirandosele encima y enterrándole la garra retráctil del pie izquierdo.
4. Grandes carnívoros:
El grupo más famoso, entre 4 y 5 estrellas. Todos entran en el estado de estresado con un signo rojo en la nube de pensamiento. Allosaurus, Carcharodontosaurus y Acrocanthosaurus pueden vivir con otros de su misma especie. En cambio Tyrannosaurus y el Spinosaurus no toleran ni a los de su especie, son muy territoriales. Tragan de un solo bocado a Dilophosaurus, Velociraptor, Dryosaurus, Homalocephale, Gallimimus, a las cabras del alimentador y a las personas. Acrocanthosaurus, Carcharodontosaurus y Tyrannosaurus pueden ver como alimento al Allosaurus. Se matan de tres ataques los de la misma especie cuando están estresados. Spinosaurus puede matar a Allosaurus y Acrocanthosaurus de 2 ataques y en ocasiones (pero en un duro ataque) a los otros dos: Carcharodontosaurus y Tyrannosaurus y estos matan al Spinosaurus de tres ataques aunque el Tyrannosaurus puede matar también al Spinosaurus de un único y poderoso golpe (por lo general, los duelos entre ambos suelen acabar con uno de los dos muertos en un golpe). El Carcharodontosaurus también puede matar de dos ataques a todos los grandes carnívoros, menos al Spinosaurus, al cual tiene que darle 3 duros golpes.

### Yacimientos paleontológicos
En JPOG existen 9 yacimientos de fósiles de excavación de dinosaurios:
- Grupo Río Judith A: En este yacimiento fósil se encuentran los fósiles de Ankylosaurus, Pachycephalosaurus y Albertosaurus.
- Grupo Río Judith B: En este otro emplazamiento del Grupo Río Judith se encuentran los restos de Styracosaurus, Corythosaurus y Tyrannosaurus.
- Formación Hell Creek A: En este yacimiento de fósiles están Acrocanthosaurus, Parasaurolophus y Torosaurus.
- Formación Hell Creek B: Aquí están los restos de Triceratops, Edmontosaurus y Pachycephalosaurus.
- Formación Morrison A: Esta es una de los 3 yacimientos del Jurásico. Aquí están los restos de Ceratosaurus, Dryosaurus y Stegosaurus.
- Formación Morrison B: Se encuentran aquí Brachiosaurus, Camarasaurus y Dilophosaurus.
- Formación Chenini: Este yacimiento incluye a Spinosaurus, Carcharodontosaurus y Ouranosaurus.
- Lecho Tendaguru: En este yacimiento ubicado en Tanzania se encuentran los restos de Allosaurus, Brachiosaurus y Kentrosaurus.
- Acantilados Flamígeros: Ubicado en Mongolia, este yacimiento contiene los restos fósiles de Velociraptor, Gallimimus y Homalocephale.

Puede que algunos géneros de dinosaurio no estén situados adecuadamente en estos yacimientos de excavación, aunque agruparlos de 3 en 3 en cada yacimiento era lo más conveniente. Por ejemplo, Acrocanthosaurus no se ha encontrado en la Formación Hell Creek, sino en la Formación Antlers. Dilophosaurus tampoco se ha encontrado en la Formación Morrison. En cuanto al Allosaurus, este se basa en la especie Allosaurus amplexus (Epanterias para otros autores) y aquella especie no se ha encontrado en la Formación (o Lecho) Tendaguru, solo se halló una probable especie más pequeña, que todavía es dudosa de pertenecer al género Allosaurus.

## Modos de juego
En JPOG existen cuatro tipos de juego:

### Ejercicios
Este modo de juego consta de 4 tutoriales que enseñan al jugador lo principal del juego:
- Bienvenido a Jurassic Park: Aprenderemos los controles básicos para la dirección del parque.
- Orígenes del Dinosaurio: Aprenderemos a encontrar ADN de dinosaurio y como criarlos
- Lo que quieren los Visitantes: Aprenderemos a proporcionarles a los visitantes todo lo que necesitan.
- Seguro y sin riesgos: Aprenderemos las normas generales de seguridad del parque.

También cuenta con 5 ejercicios avanzados:
- Abrir Zona Safari: Crearemos un paraíso para herbívoros en una enorme parcela de terreno. Los emplazamientos de este ejercicio son la Formación Hell Creek A y ambas formaciones Morrison (A y B).
- Jurassic Classic: Tendremos que recrear la población de Dinosaurios de la Isla Nublar. Esto quiere decir: Brachiosaurus, Dilophosaurus, Gallimimus, Triceratops, Tyrannosaurus y Velociraptor. En este ejercicio también podríamos considerar a Parasaurolophus, pero en este dice "la población original".
- El Mundo Perdido: Salvaremos un parque en ruinas y sacaremos fotos de sus dinosaurios. Los yacimientos originales son Acantilados Flamígeros, Grupo Río Judith A y Grupo Río Judith B.
- Moradas peligrosas: Dirigiremos un parque con los carnívoros más peligrosos. En PS2 podrás crear Acrocanthosaurus, Tyrannosaurus, Carcharodontosaurus y Spinosaurus.
- Al mal tiempo buena cara: Debemos crear un parque de 3 estrellas de fama, pero las adversas condiciones meteorológicas no nos facilitaran las cosas. En PS2, el primer yacimiento de fósiles es Formación Morrison B.

### Operación Génesis
Este es el modo de juego principal. En él elegiremos cómo será la isla para la creación del parque. Podrás agregar ríos, colocar montañas, decidir la cantidad de árboles y la forma de la isla la cual tiene 2, cuadrada y circular. En este modo es donde crearas el parque y tu objetivo es hacer que el parque alcance 5 estrellas de fama. En PlayStation 2 podrás elegir hasta 3 yacimientos, en Xbox hasta 5 yacimientos y en PC hasta 9 yacimientos, modificando sus archivos INI.

### Misiones
Podemos jugar en una de las 10 misiones, donde jugamos un rol de Ranger (para eliminar dinosaurios o reunirlos en un recinto) o fotógrafo, como obtener puntos, calendarios y safari club de peligro. Y si ganas todas las misiones se desbloquea el emplazamiento B. En las misiones de safari o fotógrafo se te descuentan 25 puntos por cada dinosaurio que atropelles con el auto.
- Una foto vale 100 puntos: Según la misión, un reciente documental ha criticado a Jurassic Park en exhibir dinosaurios falsos. El jugador debe tomar fotos y llegar hasta los 100 puntos.
- El ataque de los carnívoros: Simplemente en esta misión de rol de Ranger tendrás que eliminar a todos los dinosaurios carnívoros en unos cuantos minutos.
- Reunir dinosaurios: Los herbívoros se han escapado de su recinto, tendrás que reunirlos de nuevo usando el sonar del helicóptero. Para ello opcionalmente puedes eliminar a los Tyrannosaurus.
- Dinosaurios y tiempo: Aquí tendrás que tomar las fotos de dinosaurios que te piden a fin de que los científicos puedan investigar su comportamiento en las diferentes horas del día, puede ser durante la ola de calor o la tormenta. No se cuentan los puntos ni multas.
- Rescatar al presidente: En esta misión tendrás primero que exterminar a todos los dinosaurios carnívoros, luego rescatar al presidente de Dregovia. (País ficticio)
- Foto Safari Club del Peligro: En esta misión tendrás que tomar fotos emocionantes de los dinosaurios carnívoros. Pueden hacerlo mientras comen, te persiguen, luchan o matan a un herbívoro. Tu objetivo son los 200 puntos.
- Rescatar a Hammond: Hammond se ha quedado en un refugio para visitantes. El helicóptero se ha averiado, por eso tendrás que usar el todoterreno, que esta vez en vez de tomar fotos tendrás un rifle, el cual lo obtendrás llegando al centro Rangers. La misión acaba cuando después de haber rescatado a Hammond llegas al punto final, que es la entrada del parque.
- Operación limpieza: Los criaderos no dejan de funcionar, para ello tendrás que disparar en su punto débil para que dejen de producir dinosaurios. Luego tendrás que eliminar a todos los dinosaurios carnívoros. Al igual que todas las misiones de Ranger, tienes límite de tiempo.
- El increíble laberinto: Esta misión es de reunir dinosaurios, esta vez Edmontosaurus y Ouranosaurus. Tienes que reunirlos hacia su recinto antes de que el tiempo dado se agote. Si deseas y para que te sea mucho más fácil poder hacerlo, acaba con los dispositivos repelentes y dinosaurios carnívoros.
- Calendario Jurassic Park: En esta misión tu objetivo es tomar fotos de dinosaurios en diferentes actividades (dormir, comer, luchar, jugar, cazar) según Hammond te pida. Debes alcanzar los 350 puntos y solo tienes 15 fotos. Pero puedes alcanzar puntuaciones muy altas.

### Emplazamiento B
El emplazamiento B es un modo que permite al jugador crear su propia isla para sus dinosaurios deambulan en libertad. Solo se puede agregar cosas ambiente como el número de árboles, los lagos y las montañas. También están disponibles los criaderos y los alimentadores además del señuelo para atraer a tus dinosaurios. Se desbloquea ganando todas las misiones.